# Women Without Borders

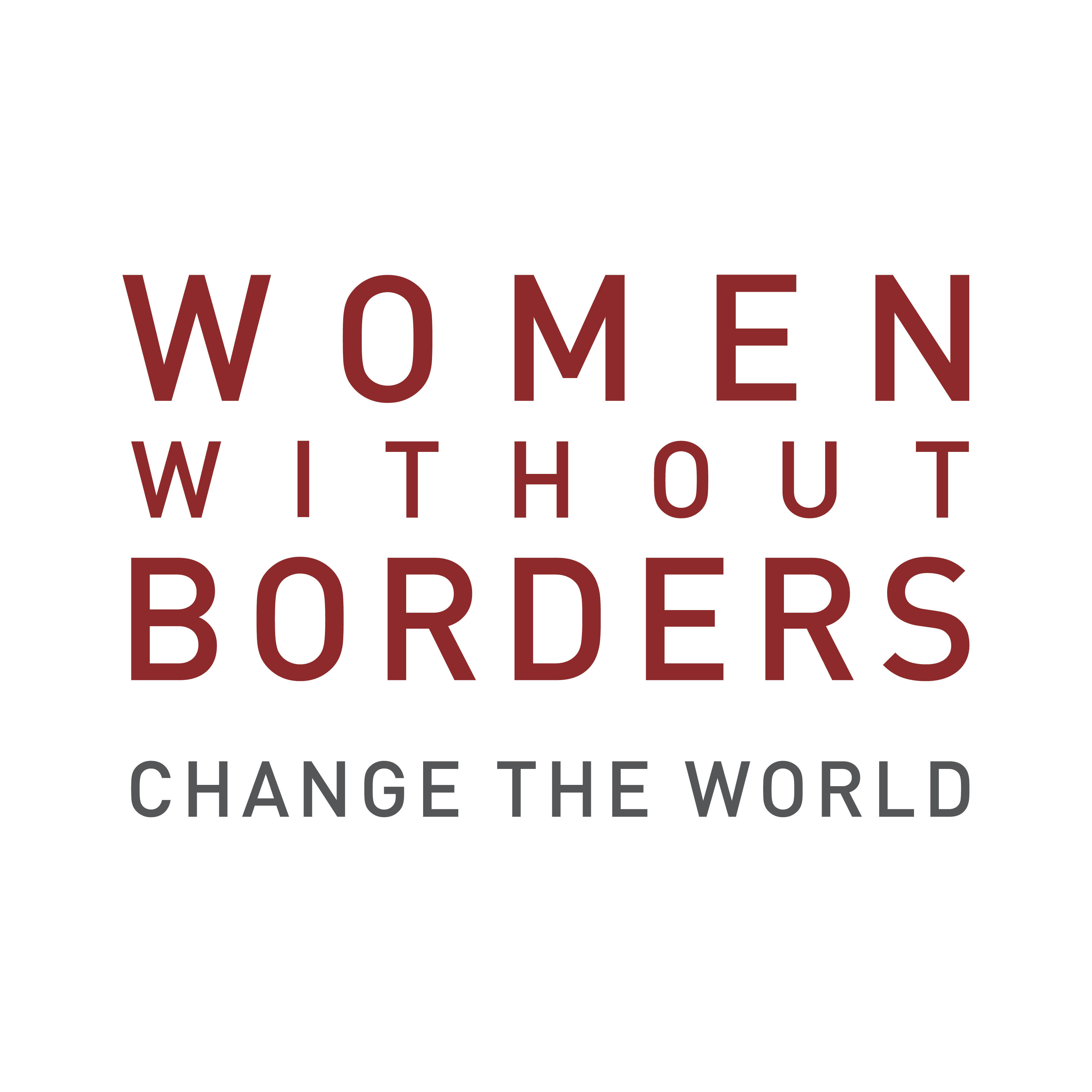
Women Without Borders logga.

Women Without Borders är en internationell organisation för kvinnors rättigheter, grundad i Österrike 2001.
Organisationen verkar för kvinnors rättigheter, specifikt för att hjälpa kvinnor att verka för förändring till deras fördel i samhällen under stark förvandling.